# Battlestar Galactica: Razor
Battlestar Galactica: Razor is een Amerikaanse televisiefilm gebaseerd op de televisieserie Battlestar Galactica. De film verscheen op 24 november 2007, en werd voor het eerst uitgezonden op het Amerikaanse Sci Fi Channel.

## Verhaal
Razor speelt zich af tijdens Commander Lee Adama's eerste dagen als officier van de Battlestar Pegasus (gedurende de periode die al eerder werd vertoond in de tweede helft van seizoen 2), en gebruikt flashbacks om Admiral Cains orders te tonen van kort na de cylonaanval, evenals gebeurtenissen uit de laatste dagen van de Cylonoorlog.
De gebeurtenissen van de laatste dagen uit de Cylonoorlog worden getoond vanuit oogpunt van Admiral Adama, toen nog een Viperpiloot, en Admiral Cain, toen nog een rekruut. In een flashback ontdekt Adama een oud laboratorium waar Cylons experimenten deden met mensen, evenals de eerste Cylon hybride. Toen de Cylonoorlog plotseling eindigde, was Adama niet in staat de laatste gevangenen uit het laboratorium te redden. Iets wat een drijfveer vormde voor zijn acties in de rest van de serie. Hij leerde zijn zoon Lee de les dat mensen nooit “slachters” mogen worden.
Lee Adama's eerste prioriteit als commandant van de Pegasus is om het vertrouwen en de integriteit te herstellen. Hij kiest Kendra Shaw uit als zijn executive officer, ondanks protesten van andere bemanningsleden. Ze gaan een uur voor de plotselinge Cylonaanval aan boord van de Pegasus. Shaw volgt Admiraal Cains bevel op om een riskante “blinde sprong” te maken naar een andere plek. Dit redt haar schip uiteindelijk van de vernietiging.
Nadat Pegasus bericht ontvangt dat de kolonies aangevallen worden door de Cylcons, roept Caine de crew op zich klaar te maken voor een nieuwe oorlog. De crew heeft echter door dat Caine wraak wil gaan nemen op de Cylons, en weigert mee te werken aan een dergelijke actie.
Ondertussen krijgt Lee Adama zijn eerste bevel als commandant: hij moet een vermist wetenschapsteam opsporen. Dan verschijnen er opeens Cylon Raiders uit de eerste oorlog, en vallen de Pegasus aan. Dankzij Starbuck en Shaw kan de aanval worden afgeslagen. Later, tijdens een verhit gesprek, herinnert Shaw Starbuck eraan dat ze tijdens de aanval een bevel negeerde, iets wat ze aan boord van de Pegasus maar beter niet kan doen. Ze weet nog goed hoe admiraal Cain haar officier, Colonel Jurgen, doodschoot toen hij een bevel negeerde.
Terwijl ze het wrak van een van de raiders onderzoekt, ontdekt Sharon Valerii een bericht over een groep organische Cylon Centurions, die de eerste hybride bewaken. Ze meldt deze informatie aan admiraal Adama, die zich herinnert deze hybride gezien te hebben tijdens de originele Cylonaanval jaren geleden. Hij concludeert dat de Cylons hun experimenten weer hebben opgestart, met de vermiste wetenschappers als nieuwe testobjecten. Hij maakt een plan om de groep te redden. De Pegasus lokt de Cylon Raiders weg van de basis, waarna een reddingsteam met onder andere Starbuck en Kendra Shaw de basis binnengaat.
De wetenschappers worden gevonden en deels gered, maar het reddingsteam wordt aangevallen door de Cylon Centurions. Shaw blijft achter om de kernkop die het team heeft meegebracht tot ontploffing te brengen, terwijl de anderen terugvluchten naar de Pegasus.
Aan boord van de Galactica kondigt Adama een posthumous commendation voor Kendra Shaw aan.

## Rolverdeling
| Acteur                    | Personage                    |
| ------------------------- | ---------------------------- |
| Michelle Forbes           | Helena Cain                  |
| Stephanie Chaves-Jacobsen | Kendra Shaw                  |
| Katee Sackhoff            | Kara "Starbuck" Thrace       |
| Jamie Bamber              | Lee "Apollo" Adama           |
| Edward James Olmos        | William "Husker" Adama       |
| Tricia Helfer             | Number Six / Gina Inviere    |
| Mary McDonnell            | Laura Roslin                 |
| Nico Cortez               | Jonge William "Husker" Adama |
| Kyra Scott                | Jonge Helena Cain            |
| Brad Dryborough           | Louis Hoshi                  |
| Grace Park                | Number Eight                 |
| James Callis              | Gaius Baltar                 |
| Michael Hogan             | Saul Tigh                    |
| Steve Bacic               | Jurgen Belzen                |
| Fulvio Cecere             | Alastair Thorne              |
| Graham Beckel             | Jack Fisk                    |
| Campbell Lane             | Hybrid                       |
| Matthew Bennett           | Number Five                  |

## Achtergrond
Sci Fi Channel kondigde op 21 maart 2007 al aan dat de serie Battlestar Galactica een vierde seizoen zou krijgen van 22 afleveringen, inclusief een televisiefilm die zou bestaan uit twee van die afleveringen.
Hoewel Razor zich afspeelt in het verleden, zal de verhaallijn wel worden voortgezet in seizoen 4.
In de film zijn veel Cylon Centurions, Raiders en Basestars te zien identiek aan die uit de originele serie.

## Prijzen en nominaties
- In 2008 won “Battlestar Galactica: Razor” de VES Award voor “Outstanding Visual Effects in a Broadcast Miniseries, Movie or Special “
- Datzelfde jaar werd de film genomineerd voor een Saturn Award in de categorie “Best Presentation on Television” en een Hugo Award in de categorie “Best Dramatic Presentation - Short Form”